# Eurhadina centralis
Eurhadina centralis är en insektsart som beskrevs av Yang och Li 1991. Eurhadina centralis ingår i släktet Eurhadina och familjen dvärgstritar. Inga underarter finns listade i Catalogue of Life.